# Deutscher Sportclub Arminia Bielefeld 1975-1976
Questa voce raccoglie le informazioni riguardanti il Deutscher Sportclub Arminia Bielefeld nelle competizioni ufficiali della stagione 1975-1976.

## Stagione
Nella stagione 1975-1976 l'Arminia Bielefeld, allenato da Erhard Ahmann, concluse il campionato di 2. Bundesliga al 9º posto. In Coppa di Germania l'Arminia Bielefeld fu eliminato agli ottavi di finale dal Röchling Völklingen.

## Rosa
| N. |                     | Ruolo | Calciatore          |
| -- | ------------------- | ----- | ------------------- |
|    | Germania (bandiera) | P     | Horst Dreher        |
|    | Germania (bandiera) | P     | Gerd Siese          |
|    | Germania (bandiera) | D     | Rolf Bahr           |
|    | Germania (bandiera) | D     | Wolfgang Berg       |
|    | Germania (bandiera) | D     | Jürgen Gelsdorf     |
|    | Germania (bandiera) | D     | Manfred Wolf        |
|    | Germania (bandiera) | C     | Helmut Balke        |
|    | Germania (bandiera) | C     | Jonny Hey           |
|    | Germania (bandiera) | C     | Wolfgang Mittendorf |

| N. |                     | Ruolo | Calciatore         |
| -- | ------------------- | ----- | ------------------ |
|    | Germania (bandiera) | C     | Roland Peitsch     |
|    | Germania (bandiera) | C     | Wolfgang Pohl      |
|    | Germania (bandiera) | A     | Werner Brosda      |
|    | Germania (bandiera) | A     | Volker Graul       |
|    | Germania (bandiera) | A     | Ewald Lienen       |
|    | Germania (bandiera) | A     | Wolfgang Schilling |
|    | Germania (bandiera) | A     | Peter Schreiner    |
|    | Germania (bandiera) | A     | Günter Srowig      |
|    | Germania (bandiera) | A     | Bernd Wehmeyer     |

## Organigramma societario
Area tecnica
- Allenatore: Erhard Ahmann
- Allenatore in seconda:
- Preparatore dei portieri:
- Preparatori atletici:

## Calciomercato

### Sessione estiva
| Acquisti | Acquisti       | Acquisti          | Acquisti |
| R.       | Nome           | da                | Modalità |
| -------- | -------------- | ----------------- | -------- |
| A        | Bernd Wehmeyer | Hannover 96       |          |
| D        | Wolfgang Berg  | Borussia Dortmund |          |
| C        | Roland Peitsch | Hannover 96       |          |

| Cessioni | Cessioni | Cessioni | Cessioni |
| R.       | Nome     | a        | Modalità |
| -------- | -------- | -------- | -------- |

### Sessione invernale
| Acquisti | Acquisti | Acquisti | Acquisti |
| R.       | Nome     | da       | Modalità |
| -------- | -------- | -------- | -------- |

| Cessioni | Cessioni | Cessioni | Cessioni |
| R.       | Nome     | a        | Modalità |
| -------- | -------- | -------- | -------- |

## Risultati

### 2. Bundesliga

#### Girone di andata
| Aquisgrana 9 agosto 1975, ore 15:00 CET 1ª giornata | Alemannia Aquisgrana | 0 – 0 referto | Arminia Bielefeld | Stadio Tivoli (4 200 spett.)\| Arbitro: \| Richter \| |
| Arbitro:                                            | Richter              |               |                   |                                                       |

| Arbitro: | Roth |

|           |           |           |
| Graul 74’ | Marcatori | 83’ Varga |

| Arbitro: | Hennig |

|             |           |           |
| Kobluhn 84’ | Marcatori | 68’ Graul |

| Arbitro: | Ohmsen |

|                          |           |  |
| Schreiner 70’ Lienen 88’ | Marcatori |  |

| Arbitro: | Ahlenfelder |

|                   |           |                   |
| Struth 22’ (rig.) | Marcatori | 29’ Graul 82’ Hey |

| Arbitro: | Kaiser |

|                            |           |             |
| Graul 15’, 38’ (rig.), 90’ | Marcatori | 57’ Schramm |

| Arbitro: | Leyding |

|              |           |                             |
| Schwarze 58’ | Marcatori | 13’ Lienen 28’, 54’ Peitsch |

| Bielefeld 20 settembre 1975, ore 15:00 CET 8ª giornata | Arminia Bielefeld | 0 – 0 referto | Union Solingen | Bielefelder Alm (20 000 spett.)\| Arbitro: \| Glasneck \| |
| Arbitro:                                               | Glasneck          |               |                |                                                           |

| Arbitro: | Fork |

|                |           |           |
| Hey 47’ (aut.) | Marcatori | 69’ Balke |

| Arbitro: | Kindervater |

|           |           |  |
| Graul 30’ | Marcatori |  |

| Leverkusen 25 ottobre 1975, ore 15:00 CET 11ª giornata | Bayer Leverkusen | 0 – 0 referto | Arminia Bielefeld | Kleines-Haberland-Stadion (5 200 spett.)\| Arbitro: \| Weiland \| |
| Arbitro:                                               | Weiland          |               |                   |                                                                   |

| Arbitro: | Wippker |

|            |           |                       |
| Srowig 12’ | Marcatori | 22’ Fritsche 67’ Bals |

| Herne (Germania) 8 novembre 1975, ore 15:00 CET 13ª giornata | Westfalia Herne | 0 – 0 referto | Arminia Bielefeld | Stadion am Schloss Strünkede (6 000 spett.)\| Arbitro: \| Wichmann \| |
| Arbitro:                                                     | Wichmann        |               |                   |                                                                       |

| Arbitro: | Gabor |

|                            |           |                 |
| Peitsch 38’ (rig.) Hey 39’ | Marcatori | 64’ Plaggemeyer |

| Arbitro: | Halfter |

|              |           |  |
| Gelsdorf 21’ | Marcatori |  |

| Arbitro: | Boe |

|                        |           |           |
| Liedtke 38’ Hansen 41’ | Marcatori | 20’ Balke |

| Arbitro: | Redelfs |

|  |           |                                |
|  | Marcatori | 38’ Stolzenburg 58’ Bittlmayer |

| Arbitro: | Eschweiler |

|           |           |                                       |
| Budde 29’ | Marcatori | 31’ Balke 50’, 72’ Peitsch 81’ Lienen |

| Arbitro: | Kohnen |

|                           |           |          |
| Lienen 44’ Mittendorf 89’ | Marcatori | 90’ Bone |

#### Girone di ritorno
| Arbitro: | Schön |

|            |           |  |
| Srowig 21’ | Marcatori |  |

| Arbitro: | Wichmann |

|                   |           |                        |
| Kasperski 6’, 49’ | Marcatori | 59’ Peitsch 73’ Lienen |

| Arbitro: | Bartnick |

|                            |           |                 |
| Peitsch 9’ (rig.) Pohl 48’ | Marcatori | 78’, 84’ Krause |

| Arbitro: | Wahmann |

|  |           |                            |
|  | Marcatori | 28’ Hey 87’ (rig.) Peitsch |

| Arbitro: | Gathmann |

|           |           |            |
| Graul 85’ | Marcatori | 31’ Ludwig |

| Arbitro: | Hilker |

|           |           |           |
| Petek 80’ | Marcatori | 51’ Graul |

| Arbitro: | Zittrich |

|           |           |  |
| Graul 82’ | Marcatori |  |

| Arbitro: | Leyding |

|                      |           |  |
| Haymann 47’ Lehr 87’ | Marcatori |  |

| Arbitro: | Weiland |

|                                |           |                         |
| Gelsdorf 74’ (rig.) Lienen 86’ | Marcatori | 65’ Möhlmann 75’ Kaczor |

| Arbitro: | Hanschke |

|                            |           |            |
| Höfert 22’ (rig.) John 60’ | Marcatori | 73’ Brosda |

| Arbitro: | Wuttke |

|                              |           |  |
| Balke 21’ Peitsch 81’ (rig.) | Marcatori |  |

| Arbitro: | Lutz |

|                          |           |                      |
| Fritsche 34’ Hörster 61’ | Marcatori | 70’ Lienen 84’ Graul |

| Arbitro: | Eggers |

|                |           |                                   |
| Balke 46’, 80’ | Marcatori | 68’, 76’ Ptaczynski 74’, 81’ Abel |

| Arbitro: | Glasneck |

|                             |           |  |
| Hochheimer 46’ Krawczyk 90’ | Marcatori |  |

| Arbitro: | Picker |

|                           |           |  |
| Mühlenberg 62’ Schock 63’ | Marcatori |  |

| Arbitro: | Rögner |

|             |           |             |
| Peitsch 53’ | Marcatori | 70’ Fischer |

| Arbitro: | Jensen |

|                             |           |  |
| Siegmann 6’ Stolzenburg 23’ | Marcatori |  |

| Arbitro: | Raabe |

|                                       |           |           |
| Peitsch 21’ (rig.) Lienen 28’ Hey 51’ | Marcatori | 89’ Baake |

| Arbitro: | Porta |

|                                                                  |           |               |
| Jonas 34’, 56’ Greiffendorf 66’ Stoffmehl 79’ (rig.) Spazier 90’ | Marcatori | 54’ Schilling |

### Coppa di Germania
| Arbitro: | Wuttke |

|                                                       |           |  |
| Gelsdorf 8’ Graul 37’ (rig.) Schilling 41’ Brosda 63’ | Marcatori |  |

| Arbitro: | Sommershoff |

|                                               |           |            |
| Graul 13’ (rig.), 35’, 51’, 65’ Schilling 69’ | Marcatori | 83’ Heuser |

| Arbitro: | Lutz |

|                                      |           |                           |
| Gelsdorf 38’, 51’ Peitsch 70’ (rig.) | Marcatori | 16’ Oswald 81’ Rummenigge |

| Arbitro: | Walther |

|              |           |  |
| Granitza 59’ | Marcatori |  |

## Statistiche

### Statistiche di squadra
| Competizione      | Punti | In casa | In casa | In casa | In casa | In casa | In casa | In trasferta | In trasferta | In trasferta | In trasferta | In trasferta | In trasferta | Totale | Totale | Totale | Totale | Totale | Totale | DR  |
| Competizione      | Punti | G       | V       | N       | P       | Gf      | Gs      | G            | V            | N            | P            | Gf           | Gs           | G      | V      | N      | P      | Gf     | Gs     | DR  |
| ----------------- | ----- | ------- | ------- | ------- | ------- | ------- | ------- | ------------ | ------------ | ------------ | ------------ | ------------ | ------------ | ------ | ------ | ------ | ------ | ------ | ------ | --- |
| 2. Bundesliga     | 42    | 19      | 10      | 6       | 3       | 28      | 19      | 19           | 4            | 8            | 7            | 21           | 27           | 38     | 14     | 14     | 10     | 49     | 46     | +3  |
| Coppa di Germania | -     | 3       | 3       | 0       | 0       | 12      | 3       | 1            | 0            | 0            | 1            | 0            | 1            | 4      | 3      | 0      | 1      | 12     | 4      | +8  |
| Totale            | 42    | 22      | 13      | 6       | 3       | 40      | 22      | 20           | 4            | 8            | 8            | 21           | 28           | 42     | 17     | 14     | 11     | 61     | 50     | +11 |

### Andamento in campionato
| Giornata  | 1  | 2  | 3  | 4 | 5 | 6 | 7 | 8 | 9 | 10 | 11 | 12 | 13 | 14 | 15 | 16 | 17 | 18 | 19 | 20 | 21 | 22 | 23 | 24 | 25 | 26 | 27 | 28 | 29 | 30 | 31 | 32 | 33 | 34 | 35 | 36 | 37 | 38 |
| --------- | -- | -- | -- | - | - | - | - | - | - | -- | -- | -- | -- | -- | -- | -- | -- | -- | -- | -- | -- | -- | -- | -- | -- | -- | -- | -- | -- | -- | -- | -- | -- | -- | -- | -- | -- | -- |
| Luogo     | T  | C  | T  | C | T | C | T | C | T | C  | T  | C  | T  | C  | C  | T  | C  | T  | C  | C  | T  | C  | T  | C  | T  | C  | T  | C  | T  | C  | T  | C  | T  | T  | C  | T  | C  | T  |
| Risultato | N  | N  | N  | V | V | V | V | N | N | V  | N  | P  | N  | V  | V  | P  | P  | V  | V  | V  | N  | N  | V  | N  | N  | V  | P  | N  | P  | V  | N  | P  | P  | P  | N  | P  | V  | P  |
| Posizione | 10 | 12 | 11 | 7 | 3 | 1 | 1 | 2 | 1 | 1  | 3  | 6  | 6  | 6  | 4  | 6  | 6  | 5  | 5  | 5  | 5  | 4  | 4  | 5  | 4  | 4  | 4  | 5  | 7  | 5  | 6  | 7  | 7  | 9  | 9  | 9  | 9  | 9  |

Legenda:

Luogo: C = Casa; T = Trasferta. Risultato: V = Vittoria; N = Pareggio; P = Sconfitta.

### Statistiche dei giocatori
| Giocatore     | 2. Bundesliga | 2. Bundesliga | 2. Bundesliga | 2. Bundesliga | Coppa di Germania | Coppa di Germania | Coppa di Germania | Coppa di Germania | Totale   | Totale | Totale      | Totale     |
| Giocatore     | Presenze      | Reti          | Ammonizioni   | Espulsioni    | Presenze          | Reti              | Ammonizioni       | Espulsioni        | Presenze | Reti   | Ammonizioni | Espulsioni |
| ------------- | ------------- | ------------- | ------------- | ------------- | ----------------- | ----------------- | ----------------- | ----------------- | -------- | ------ | ----------- | ---------- |
| R. Bahr       | 22            | 0             | 4             | 0             | 2                 | 0                 | 0                 | 0                 | 24       | 0      | 4           | 0          |
| H. Balke      | 37            | 6             | 7             | 0             | 4                 | 0                 | 0                 | 0                 | 41       | 6      | 7           | 0          |
| W. Berg       | 28            | 0             | 3             | 0             | 3                 | 0                 | 0                 | 0                 | 31       | 0      | 3           | 0          |
| W. Brosda     | 24            | 1             | 4             | 0             | 2                 | 1                 | 0                 | 0                 | 26       | 2      | 4           | 0          |
| H. Dreher     | 10            | 0             | 0             | 0             | 2                 | 0                 | 0                 | 0                 | 12       | 0      | 0           | 0          |
| J. Gelsdorf   | 28            | 2             | 5             | 0             | 4                 | 3                 | 0                 | 0                 | 32       | 5      | 5           | 0          |
| V. Graul      | 24            | 11            | 5             | 0             | 3                 | 5                 | 0                 | 0                 | 27       | 16     | 5           | 0          |
| J. Hey        | 34            | 4             | 4             | 0             | 3                 | 0                 | 0                 | 0                 | 37       | 4      | 4           | 0          |
| E. Lienen     | 37            | 8             | 2             | 0             | 3                 | 0                 | 0                 | 0                 | 40       | 8      | 2           | 0          |
| W. Mittendorf | 38            | 1             | 8             | 0             | 3                 | 0                 | 0                 | 0                 | 41       | 1      | 8           | 0          |
| R. Peitsch    | 37            | 11            | 2             | 0             | 4                 | 1                 | 0                 | 0                 | 41       | 12     | 2           | 0          |
| W. Pohl       | 14            | 1             | 0             | 0             | 1                 | 0                 | 0                 | 0                 | 15       | 1      | 0           | 0          |
| W. Schilling  | 26            | 1             | 0             | 0             | 2                 | 2                 | 0                 | 0                 | 28       | 3      | 0           | 0          |
| P. Schreiner  | 9             | 1             | 1             | 0             | 3                 | 0                 | 0                 | 0                 | 12       | 1      | 1           | 0          |
| G. Siese      | 28            | 0             | 1             | 0             | 2                 | 0                 | 0                 | 0                 | 30       | 0      | 1           | 0          |
| G. Srowig     | 26            | 2             | 2             | 0             | 3                 | 0                 | 0                 | 0                 | 29       | 2      | 2           | 0          |
| B. Wehmeyer   | 27            | 0             | 1             | 0             | 3                 | 0                 | 0                 | 0                 | 30       | 0      | 1           | 0          |
| M. Wolf       | 20            | 0             | 2             | 0             | 3                 | 0                 | 0                 | 0                 | 23       | 0      | 2           | 0          |